# Sobirania alimentària
La sobirania alimentària és el dret dels pobles a determinar les polítiques agrícoles i alimentàries que els afecten: a tenir dret i accés a la terra, als recursos naturals, a poder alimentar-se de forma sana i saludable amb aliments lliures de transgènics, a protegir i a regular la producció i el comerç agrícola interior amb l'objectiu d'aconseguir un desenvolupament sostenible i garantir la seguretat alimentària. Es tracta d'una estratègia que vol trencar amb les polítiques agrícoles neoliberals imposades per l'Organització Mundial del Comerç, el Banc Mundial i el Fons Monetari Internacional.
El concepte de sobirania alimentària va ser promogut pel moviment internacional camperol Via Campesina l'any 1996 a Roma en el marc de la Cimera Mundial de l'Alimentació de l'Organització de les Nacions Unides per a l'Agricultura i l'Alimentació (FAO). En l'actualitat el concepte de sobirania alimentària és assumit per un ampli ventall de moviments socials (dones, consumidors, immigrants, pescadors...). La màxima expressió de la internacionalització i de l'assumpció d'aquest concepte per una gran diversitat de col·lectius d'arreu del món va ser la trobada que va tenir lloc a Sélingué (Mali) del 23 al 27 de febrer del 2007, amb el nom de Fòrum per la Sobirania Alimentària, i que va reunir a centenars d'activistes de tot el món que van discutir i proposar estratègies per tal d'avançar en la defensa del dret a la sobirania alimentària.

## Llavors sobiranes
En el marc del dret a l'alimentació, són nombrosos els projectes cooperatius i de producció sostenible que recuperen les varietats de fruites, hortalisses i cereals oblidades a conseqüència de l'actual indústria agrícola hegemònica, amb el propòsit de preservar la diversitat biològica cultivada de les varietats locals a punt de desaparèixer perquè no s'adapten a l'agricultura industrial, i de les quals multipliquen les llavors per posar-les a l'abast de la pagesia local.
Les varietats tradicionals són lliures de propietat intel·lectual, per la qual cosa la indústria agroalimentària troba poc interès en la seua explotació comercial. A més, les característiques d'aquestes varietats adquirides durant segles a partir de processos de selecció i millora les han preparat per a l'emergència climàtica.